# Olympische Sommerspiele 1972/Gewichtheben – Leichtgewicht (Männer)
Das Gewichtheben im Bantamgewicht bei den Olympischen Sommerspielen 1972 in München wurde am 30. August in der Gewichtheberhalle auf dem Messegelände Theresienhöhe ausgetragen.
Der Wettkampf galt gleichzeitig als Weltmeisterschaft. Somit wurden in den jeweiligen Teildisziplinen auch Weltmeisterschaftsmedaillen vergeben.

## Wettkampfformat
Die Athleten traten im sogenannten Dreikampf gegeneinander an. Dieser bestand aus den Disziplinen Drücken, Reißen und Stoßen. Jeder Athlet hatte für jede der drei Disziplinen drei Versuche, der beste Versuch einer jeden Disziplin wurde gewertet und mit den anderen addiert. Sieger war der Athlet, welcher hieraus das meiste Gesamtgewicht vorweisen konnte.

## Neue Rekorde
Folgende neue Rekorde wurden während des Wettkampfes aufgestellt:
| Weltrekord         | Drücken   | Mladen Kutschew ( Bulgarien)       | 157,5 kg |
| Weltrekord         | Stoßen    | Mucharbi Kirschinow ( Sowjetunion) | 177,5 kg |
| Weltrekord         | Dreikampf | Mucharbi Kirschinow ( Sowjetunion) | 460,0 kg |
| Olympischer Rekord | Reißen    | Mucharbi Kirschinow ( Sowjetunion) | 135,0 kg |

## Ergebnisse
| Rang   | Athlet                    | Nation             | Kgw.  | Drücken (kg) | Drücken (kg) | Drücken (kg) | Drücken (kg) | Reißen (kg) | Reißen (kg) | Reißen (kg) | Reißen (kg) | Stoßen (kg) | Stoßen (kg) | Stoßen (kg) | Stoßen (kg) | Gesamt (kg) |
| Rang   | Athlet                    | Nation             | Kgw.  | 1            | 2            | 3            | Erg.         | 1           | 2           | 3           | Erg.        | 1           | 2           | 3           | Erg.        | Gesamt (kg) |
| ------ | ------------------------- | ------------------ | ----- | ------------ | ------------ | ------------ | ------------ | ----------- | ----------- | ----------- | ----------- | ----------- | ----------- | ----------- | ----------- | ----------- |
| 1      | Mucharbi Kirschinow       | Sowjetunion        | 66,80 | 142,5        | 147,5        | 147,5        | 147,5        | 130,0       | 135,0       | 135,0       | 135,0 OR    | 167,5       | 172,5       | 177,5       | 177,5 WR    | 460,0 WR    |
| 2      | Mladen Kutschew           | Bulgarien          | 66,90 | 150,0        | 157,5        | 157,5        | 157,5 WR     | 125,0       | 125,0       | 130,0       | 125,0       | 162,5       | 167,5       | 175,0       | 167,5       | 450,0       |
| 3      | Zbigniew Kaczmarek        | Polen              | 67,10 | 145,0        | 145,0        | 150,0        | 145,0        | 125,0       | 130,0       | 130,0       | 125,0       | 167,5       | 172,5       | –           | 167,5       | 437,5       |
| 4      | Waldemar Baszanowski      | Polen              | 66,90 | 142,5        | 142,5        | 142,5        | 142,5        | 130,0       | 135,0       | 135,0       | 130,0       | 162,5       | 167,5       | 167,5       | 162,5       | 435,0       |
| 5      | Nasrollah Dehnavi         | Iran               | 67,30 | 142,5        | 147,5        | 150,0        | 150,0        | 125,0       | 125,0       | 130,0       | 125,0       | 160,0       | 165,0       | 165,0       | 160,0       | 435,0       |
| 6      | Jenő Ambrózi              | Ungarn             | 66,90 | 137,5        | 142,5        | 147,5        | 142,5        | 120,0       | 125,0       | 125,0       | 120,0       | 165,0       | 170,0       | 172,5       | 165,0       | 427,5       |
| 7      | Won Sin-hui               | Südkorea           | 67,20 | 127,5        | 132,5        | 135,0        | 132,5        | 125,0       | 130,0       | 132,5       | 130,0       | 165,0       | 170,0       | 170,0       | 165,0       | 427,5       |
| 8      | Masao Kato                | Japan              | 66,40 | 132,5        | 137,5        | 140,0        | 140,0        | 120,0       | 120,0       | 125,0       | 120,0       | 160,0       | 165,0       | 170,0       | 160,0       | 425,0       |
| 9      | Daniel Cantore            | Vereinigte Staaten | 67,10 | 132,5        | 132,5        | 140,0        | 140,0        | 117,5       | 122,5       | 122,5       | 117,5       | 155,0       | 160,0       | 162,5       | 162,5       | 420,0       |
| 10     | Yusaku Ono                | Japan              | 66,60 | 130,0        | 135,0        | 140,0        | 135,0        | 120,0       | 125,0       | 127,5       | 125,0       | 157,5       | 157,5       | 167,5       | 157,5       | 417,5       |
| 11     | Wolfgang Faber            | DDR                | 67,00 | 132,5        | 137,5        | 140,0        | 137,5        | 115,0       | 115,0       | 115,0       | 115,0       | 152,5       | 157,5       | 157,5       | 152,5       | 405,0       |
| 12     | Werner Schraut            | BR Deutschland     | 67,10 | 127,5        | 127,5        | 132,5        | 127,5        | 120,0       | 125,0       | 125,0       | 125,0       | 150,0       | 155,0       | 155,0       | 150,0       | 402,5       |
| 13     | Leopold Herenčić          | Jugoslawien        | 67,20 | 137,5        | 137,5        | 142,5        | 142,5        | 115,0       | 120,0       | 120,0       | 115,0       | 142,5       | 147,5       | 147,5       | 142,5       | 400,0       |
| 14     | Francisco Mateos          | Spanien            | 66,60 | 127,5        | 132,5        | 132,5        | 132,5        | 112,5       | 112,5       | 117,5       | 117,5       | 147,5       | 152,5       | 152,5       | 147,5       | 397,5       |
| 15     | George Newton             | Großbritannien     | 67,50 | 127,5        | 127,5        | 132,5        | 132,5        | 117,5       | 122,5       | 122,5       | 117,5       | 135,0       | 145,0       | 145,0       | 145,0       | 395,0       |
| 16     | José Martínez             | Kolumbien          | 67,10 | 132,5        | 137,5        | 137,5        | 132,5        | 102,5       | 102,5       | 107,5       | 102,5       | 140,0       | 145,0       | 150,0       | 145,0       | 380,0       |
| 17     | Eleftherios Stefanoudakis | Griechenland       | 67,20 | 110,0        | 117,5        | 122,5        | 117,5        | 115,0       | 120,0       | 122,5       | 120,0       | 142,5       | 147,5       | 147,5       | 142,5       | 380,0       |
| 18     | Ieuan Owen                | Großbritannien     | 66,70 | 117,5        | 122,5        | 127,5        | 122,5        | 107,5       | 107,5       | 107,5       | 107,5       | 145,0       | 150,0       | 155,0       | 145,0       | 375,0       |
| 19     | Ildefonso Lee             | Panama             | 66,70 | 115,0        | 120,0        | 120,0        | 120,0        | 105,0       | 110,0       | 112,5       | 110,0       | 135,0       | 140,0       | 140,0       | 135,0       | 365,0       |
| (15) 1 | Walter Legel              | Österreich         | 67,40 | 127,5        | 127,5        | 132,5        | 127,5        | 110,0       | 115,0       | 117,5       | 117,5       | 145,0       | 150,0       | 155,0       | 150,0       | DSQ [395,0] |
|        | Radnaasediin Amgaased     | Mongolei           | 67,30 | 125,0        | 125,0        | 130,0        | 125,0        | 105,0       | 110,0       | 110,0       | 105,0       |             |             |             | NVL         | DNF         |
|        | Pietro Masala             | BR Deutschland     | 67,20 | 137,5        | 137,5        | 137,5        | NVL          |             |             |             |             |             |             |             |             | DNF         |